# Brad Schiff
Brad Schiff (* vor 1995) ist ein US-amerikanischer Animator, der für einen Oscar nominiert wurde.

## Karriere
Schiffs Karriere im Filmgeschäft begann 1995 mit seiner Tätigkeit als Animator für den Kurzfilm No More Mr. Nice Guy. Er wirkte für zehn Episoden in der satirischen Fernsehsendung Celebrity Deathmatch mit. Bei den Filmen ParaNorman (2012), Die Boxtrolls (2014) und Kubo – Der tapfere Samurai aus dem Jahr 2016 war er als Animation Supervisor verantwortlich, alle drei Filme wurden für den Oscar in der Kategorie bester animierter Spielfilm nominiert. Schiff selbst erhielt für seine künstlerischen Leistungen gemeinsam mit seinen Kollegen Steve Emerson, Oliver Jones und Brian McLean, eine Nominierung bei der Oscarverleihung 2017 in der Kategorie beste visuelle Effekte.
Er arbeitet für das Animationsstudio LAIKA.

## Filmografie (Auswahl)
- 1995: No More Mr. Nice Guy (Kurzfilm)
- 1998–1999: Celebrity Deathmatch (Fernsehserie, zehn Episoden)
- 1998: Space Bunnies Must Die! (Videospiel)
- 2005: Corpse Bride – Hochzeit mit einer Leiche (Tim Burton’s Corpse Bride)
- 2009: Der fantastische Mr. Fox (Fantastic Mr. Fox)
- 2009: Coraline
- 2012: ParaNorman
- 2014: Die Boxtrolls (The Boxtrolls)
- 2016: Kubo – Der tapfere Samurai (Kubo and the Two Strings)